# Patastal 3ra. Sección
Patastal 3ra. Sección är en ort i Mexiko.   Den ligger i kommunen Comalcalco och delstaten Tabasco, i den sydöstra delen av landet, 600 km öster om huvudstaden Mexico City. Patastal 3ra. Sección ligger 10 meter över havet och antalet invånare är 436.
Terrängen runt Patastal 3ra. Sección är mycket platt. Runt Patastal 3ra. Sección är det ganska tätbefolkat, med 207 invånare per kvadratkilometer. Närmaste större samhälle är Comalcalco, 16,6 km sydost om Patastal 3ra. Sección. Trakten runt Patastal 3ra. Sección består huvudsakligen av våtmarker.